# Xian autonome yao de Jinxiu
Le xian autonome yao de Jinxiu (chinois simplifié : 金秀瑶族自治县 ; chinois traditionnel :金秀瑤族自治縣 ; pinyin : Jīnxiù yáozú Zìzhì Xiàn ; Zhuang : Ginhsiu Yen) est un district administratif de la région autonome Zhuang du Guangxi en Chine. Il est placé sous la juridiction de la ville-préfecture de Laibin.

## Démographie
La population du district était de 146 380 habitants en 1999,dont 43.97 % de Zhuang, groupe ethnique principalement concentré dans cette région.